# Les Cavaleurs
Les Cavaleurs est une comédie en trois actes de Gaby Bruyère créée en 1964 au Théâtre de la Potinière dans une mise en scène de Christian-Gérard,. 

## Principales productions
Les Cavaleurs au Théâtre de la Potinière, 1964 (création),
(première le 16 octobre 1964)
Mise en scène de Christian-Gérard
Bernard Lavalette (Philippe), Yvonne Clech (Solange), Yane Barry (Évelyne), Claude Rollet (Dominique).